# Alessandro Ciferri
Alessandro Ciferri (Lovere, 27 novembre 1912 – Genova, 3 novembre 1995) è stato un calciatore italiano, di ruolo centrocampista.

## Carriera
Interno di centrocampo, formatosi nel vivaio rossoblù, che in quegli anni era tra i più importanti d'Italia, giocò per due stagioni in Serie A con il Genova 1893. In seguito ad un grave infortunio venne poi ceduto al Pisa, dove giocò per sei stagioni in Serie B. Qui si impose, fino a conquistare la fascia di capitano. Quindi passò nel '45 alla Sestrese dove chiuse la carriera in Serie B giocando altre 3 stagioni da protagonista.

## Palmarès

### Giocatore

#### Competizioni nazionali
- Coppa Italia: 1

Genova 1893: 1936-1937
- Serie B: 1

Genova 1893: 1934-1935